# Kvalita (šachy)
Kvalita v kontextu šachové hry znamená rozdíl mezi hodnotou věže a hodnotou lehké figury, tedy buď střelce nebo jezdce. Jestliže například jeden z hráčů ztratí věž a jeho oponent pouze jezdce, říká se, že druhý hráč „získal kvalitu“ a má „o kvalitu více“. Hodnota kvality obvykle leží mezi jedním a dvěma pěšci, silně však závisí na postavení. Už Siegbert Tarrasch uváděl, že v zahájení je rozdíl síly mezi věží a lehkou figurou prakticky nulový a převaha věže nad lehkou figurou se uplatňuje tím více, čím méně figur na šachovnici zbývá.